# Serumpun Jaya (Buay Pematang Ribu Ranau Tengah)
Serumpun Jaya is een bestuurslaag in het regentschap Ogan Komering Ulu Selatan van de provincie Zuid-Sumatra, Indonesië. Serumpun Jaya telt 421 inwoners (volkstelling 2010).